# Триолеїн
Триолеїн (Гліцерин триоліат) є одним із двох компонентів нафти Лоренцо. Має формулу: (C17H33COO)3C3H5, або за Брутто-формулою (Система Хілла): C57H104O6. Температура плавлення: −5,5 °C.

## Зовнішній вигляд
Триолеїн — це безбарвна, масляниста рідина, не розчинна у воді. Добре розчиняється у діетиловому естері, також у хлороформі; важко розчиняється в етанолі. Також це один з найбільш поширених довго-ланцюгових тригліцеридів, що містить у всіх трьох ланцюгах залишки олеїнової кислоти.

## Поширення в природі
Триолеїн є симетричним тригліцеридів отримані з гліцерину і трьох одиниць ненасиченої жирної кислоти, олеїнової кислоти. Більшість тригліцериди несиметричною, які отримані з сумішей жирних кислот. Триолеїн представляє 4-30 % оливкової олії. Триолеїн міститься в природних і антропогенних джерелах: міститься в багатьох оліях: в арахісовій 42,9 %, в какао-маслі 34,5 %, в кукурудзяній 24,0 %, в оливковій 64,9 %, в пальмоядровій 14,0 %, в соняшниковій 23,7 % , в рисовій 54 %, в соєвій 19,8 %, в бавовняній 18,6 %.

## Використання
Триолеїн використовується як мастило і емульгатор в текстильній промисловості і косметичних засобів. гідрогенізації в гексані дає тристеарин.